# Dean Malenko
Dean Simon (* 4. August 1960 in Tampa, Florida) ist ein ehemaliger US-amerikanischer Wrestler. Bekannter ist er jedoch unter seinem ehemaligen Ringnamen Dean Malenko.
Zurzeit ist Simon als Road Agent bei AEW aktiv. Dort arbeitet er unter anderem an den Storylines und plant die verschiedenen Matchabläufe.

## Karriere

### Anfänge
Malenko wurde in eine Wrestlingfamilie hinein geboren. Sein Vater „Professor“ Boris Malenko war ein bekannter Wrestler in der Region um Florida. Ursprünglich wollte Simon Ringer werden und hatte keine Ambitionen im Wrestling-Business, vielmehr schreckte ihn der Lebensstil seines Vaters ab. Ein Autounfall verhinderte jedoch eine Karriere im Ringersport.
Sein Vater, der eine Wrestlingschule unterhielt, brachte ihm zusammen mit Karl Gotch das professionelle Wrestling bei. Tatsächlich startete Dean Malenko seine Wrestlingkarriere zunächst als Ringrichter in Florida. Er war Mitte der 1980er Jahre auch als solcher in der World Wrestling Federation tätig.
In seinen Anfangsjahren trat Simon als Dean Sarcoff hauptsächlich in Japan auf, wo er auch mit seinem leiblichen Bruder Joe Malenko, bei All Japan Pro Wrestling und später New Japan Pro-Wrestling ein Team bildete. Joe Malenko beendete seine Karriere jedoch bereits 1992.

### Extreme Championship Wrestling
Im Jahr 1994 gab Simon sein Debüt für Extreme Championship Wrestling unter seinem Namen Dean Malenko. Dort durfte er am 4. November 1994 in Hamburg (Pennsylvania) den ECW World Television Championship von 2 Cold Scorpio gewinnen und bis zum 18. März 1995 halten. Dean Simon durfte den Television Title dann am 21. Juli 1995 ein zweites Mal erringen, als er gegen Eddie Guerrero antrat. An diesen musste er den Titel wenig später auch wieder abgeben. Mit Chris Benoit als Partner durfte er am 25. Februar 1995 den ECW World Tag Team Championship gewinnen. Malenko war zusammen mit Benoit und Shane Douglas Teil einer Vereinigung namens Triple Threat, die den Four Horsemen nachempfunden war.

### World Championship Wrestling
Im September 1995 wechselte Simon zu World Championship Wrestling über. Er war Teil eines größeren Talentpools zusammen mit Eddie Guerrero und Chris Benoit, die frisches Blut in die WCW bringen wollten. Zwischen 1996 und 1997 durfte Simon dreimal den WCW World Cruiserweight Title halten. Mitte 1998 war er in einem Fehdenprogramm mit Chris Jericho involviert, in welchem Simon zum vierten Mal den Cruiserweight Championship erringen durfte.
Im September 1998 wurde Dean Simon Teil der Four Horsemen, welche zu diesem Zeitpunkt aus Ric Flair, Arn Anderson, ihm selbst und Chris Benoit bestanden. Sie waren die Hauptfehdengegner der New World Order. Anfang 1999 verletzte er sich bei einer Houseshow den Knöchel und musste als Wrestler pausieren. Allerdings trat er noch bei Promos als Teil der Four Horsemen auf. Nach seiner Rückkehr durfte er zusammen mit Benoit World Tag Team Championship gewinnen. Im Mai 1999 wurden die Four Horsemen aufgelöst als Teil einer Storyline um Ric Flair. Benoit, Saturn, Shane Douglas und er gründeten die Youth Revolution, die gegen Flair und seine Getreuen vorging. Später folgte eine fehde gegen den abtrünnigen Chris Benoit sowie später gegen Billy Kidman und sein Stable, die Filthy Animals.
Die letzte Fehde war gegen Jim Duggan, der gegen die „unamerikanische“ Revolution vorgehen wollte. Simon wurde 2000 von der WCW entlassen.

### World Wrestling Entertainment
Nach der Entlassung unterschrieb Simon einen Vertrag bei der damaligen World Wrestling Federation. In der WWE schloss man ihn mit Chris Benoit, Eddie Guerrero und Perry Saturn zu einem Stable namens „The Radicalz“ zusammen. Dort durfte er in der folgenden Zeit zweimal den WWF Light Heavyweight Championship gewinnen, den er dann fast zwölf Monate halten durfte. Kurz nach dem Titelverlust zog sich Dean Simon vom aktiven Wrestlinggeschehen zurück.
Er gab das Ende seiner aktiven Laufbahn 2001, während einer Gedenksendung der WWE zu Ehren von Brian Pillman bekannt. Jedoch hatte er fortan immer mal wieder sporadische Auftritte in WWE-Shows, zum Beispiel bei einer SmackDown-Tribut Ausgabe, nachdem Eddie Guerrero verstarb. Später arbeitete Simon hauptsächlich hinter den Kulissen der WWE als Produzent und Road Agent und trat nur noch selten vor die Kamera. Einen letzten größeren Auftritt hatte er zusammen mit Ricky Steamboat als eine Reihe von Legenden von dem kurzlebigen Stable Nexus attackiert wurden.
2010 erlitt er einen Herzinfarkt, von dem er sich jedoch gut erholte.
Im April 2019 beendeten Simon und WWE nach 18 Jahren ihre Zusammenarbeit.

### All Elite Wrestling
Am 24. Mai 2019 gab All Elite Wrestling bekannt, Dean Simon als Senior Producer unter Vertrag genommen zu haben.

## Besonderheiten
Simon war weltweit als Wrestler angetreten und verbrachte einen großen Teil seiner Karriere in Mexiko und Japan. Aufgrund seiner technischen Fähigkeiten bekam er damals den Spitznamen „Der Mann der tausend Griffe“ verliehen. Außerdem wurde Simon wegen seines kühlen Auftretens auch des Öfteren als „(The) Iceman“ bezeichnet. Eine Besonderheit ist seine für einen Wrestler recht geringe Körpergröße von nur 172 cm.

## Erfolge
- Extreme Championship Wrestling

- 1× ECW World Tag Team Champion (mit Chris Benoit)
- 2× ECW World Television Champion

- Pro Wrestling Illustrated
  - 1997: Nummer 1 der Einzelwrestler (PWI Top 500)[10]
  - 2003: #161 der PWI Years[11]
- World Championship Wrestling

- 4× WCW Cruiserweight Champion
- 1× WCW United States Heavyweight Champion
- 1× WCW World Tag Team Champion (mit Chris Benoit)

- World Wrestling Federation

- 2× WWF Light Heavyweight Champion

- Wrestling Observer
  - 1995: Feud of the Year (gegen Eddie Guerrero)
  - 1996 und 1997: Best Technical Wrestler
- sonstige Titel

- 1× ICWA Junior Heavyweight Champion
- Southern Title von Suncoast Pro Wrestling